# Fulfordianthus
Fulfordianthus là một chi rêu tản thuộc họ Lejeuneaceae.

## Danh sách loài
Chi này có các loài sau (tuy nhiên danh sách này có thể chưa đủ):
- Fulfordianthus evansii, (Fulf.) Gradst.
- Fulfordianthus pterobryoides